# Ferrari F300
De Ferrari F300 was de Formule 1-auto van Scuderia Ferrari voor het seizoen van 1998. Er werden 6 overwinningen mee gehaald, alle door Michael Schumacher. Tweede Ferrari-coureur Eddie Irvine wist weer niet te winnen. Met de wagen eindigde Michael Schumacher tweede in het kampioenschap achter McLaren-coureur Mika Häkkinen. De wagen bezorgde Ferrari ook de tweede plaats in de constructeurskampioenschap, opnieuw achter McLaren.
De wagen was net zoals zijn voorganger, de Ferrari F310B competitief en betrouwbaar. De aerodynamica van de wagen was echter slechter dan die van de McLaren MP4/13. De wagen werd gedurende het seizoen constant aangepast, zoals een bredere frontwing tijdens de Grand Prix van Argentinië.

## Formule 1-resultaten

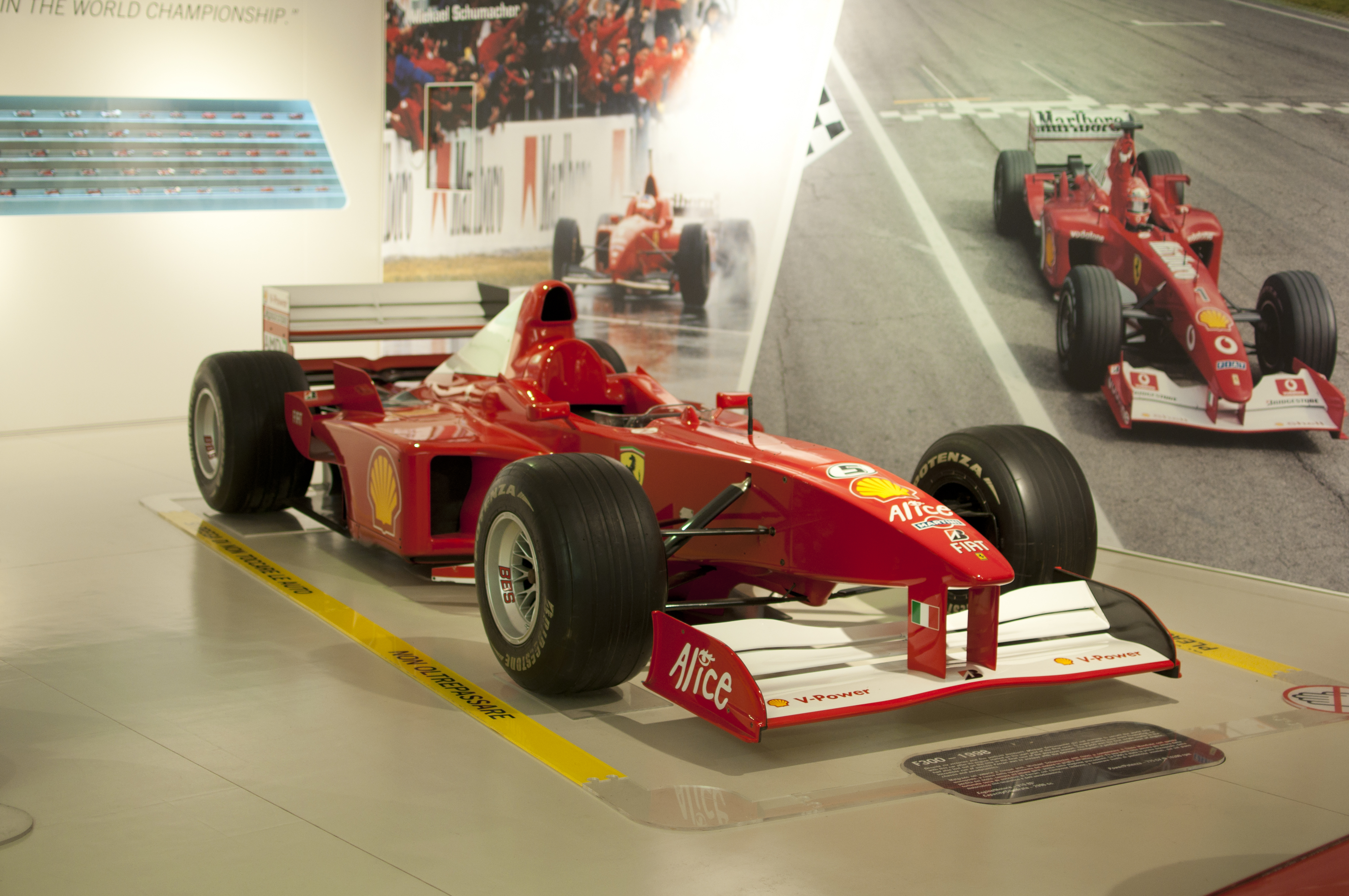
De Ferrari F300 in Museo Ferrari.

| Resultaat                     |
| ----------------------------- |
| Winnaar                       |
| Tweede plaats                 |
| Derde plaats                  |
| Gefinisht (punten)            |
| Gefinisht (geen punten)       |
| Niet geklasseerd (NC)         |
| Uitgevallen (DNF)             |
| Niet gekwalificeerd (DNQ)     |
| Gediskwalificeerd (DSQ)       |
| Niet gestart (DNS)            |
| Gewond (INJ)                  |
| Uitgesloten (EX)              |
| Teruggetrokken (WD)           |
| Niet deelgenomen (blanco cel) |
| vetgedrukt (pole position)    |
| cursief (snelste ronde)       |

| Jaar | Chassis      | Motor       | Banden | Coureurs           | 1   | 2   | 3   | 4   | 5   | 6   | 7   | 8   | 9   | 10  | 11  | 12  | 13  | 14  | 15  | 16  | Punten | WK-plaats |
| ---- | ------------ | ----------- | ------ | ------------------ | --- | --- | --- | --- | --- | --- | --- | --- | --- | --- | --- | --- | --- | --- | --- | --- | ------ | --------- |
| 1998 | Ferrari F300 | Ferrari V10 | G      |                    | AUS | BRA | ARG | SMR | SPA | MON | CAN | FRA | GBR | OOS | DUI | HON | BEL | ITA | LUX | JPN | 133    | Zilver    |
| 1998 | Ferrari F300 | Ferrari V10 | G      | Michael Schumacher | DNF | 3   | 1   | 2   | 3   | 10  | 1   | 1   | 1   | 3   | 5   | 1   | DNF | 1   | 2   | DNF | 133    | Zilver    |
| 1998 | Ferrari F300 | Ferrari V10 | G      | Eddie Irvine       | 4   | 8   | 3   | 3   | DNF | 3   | 3   | 2   | 3   | 4   | 8   | DNF | DNF | 2   | 4   | 2   | 133    | Zilver    |
| Jaar | Chassis      | Motor       | Banden | Coureurs           | 1   | 2   | 3   | 4   | 5   | 6   | 7   | 8   | 9   | 10  | 11  | 12  | 13  | 14  | 15  | 16  | Punten | WK-plaats |

### Eindstand coureurskampioenschap

#### 1998
- Michael Schumacher: 2e (86 pnt)
- Eddie Irvine: 4e (47 pnt)